# Осень Адама (фильм, 2002)
«Осень Адама» — художественный фильм египетского кинорежиссера Мохамеда Камеля Эль-Кальюби (1943—2017 гг.). В главной роли египетский актер Хишам Абдель Хамид. Премьера ленты состоялась в октябре 2002 года в рамках мероприятий Каирского международного кинофестиваля.

## Сюжет
Фильм снят по мотивам повести египетского писателя Мохамеда Аль-Бусати «Ибн Мут» («Сын смерти»), действия происходят в 50 — 60-е годы 20-го века.
Главный герой фильма Адам не принимает в душе кровавый закон мести, но при этом не может отступить от многовековых традиций своей деревни на юге Египта. Его сын был убит в самый разгар веселья на своей свадьбы. На протяжении долгих лет Адам вынашивает идею отомстить, и ждет свадьбы сына обидчика, чтобы убить его в этот день.

## Призы
Фильм был отмечен рядом призов на египетских кинофестивалях. Так на Каирском международном кинофестивале 2002 года лента удостоилась приза международного жюри в номинации «Лучший арабский фильм».
На Национальном египетском кинофестивале 2003 года фильм был отмечен семью призами, в том числе в номинациях «Лучшая режиссура», «Лучшая музыка», «Лучшая операторская работа», «Лучший сценарий» и др.